# The Strange World of Planet X (film)

The Strange World of Planet X  este un film SF de groază britanic din 1958 regizat de Gilbert Gunn. În rolurile principale joacă actorii Forrest Tucker, Gaby Andre și Alec Mango. Este o poveste moralizatoare care avertizează asupra unor pericole din spatele științei. Este cunoscut și ca Cosmic Monsters, The Crawling Terror, The Cosmic Monster sau The Crawling Horror.
Filmul a fost adaptat de Paul Ryder pe baza romanului omonim din 1957 de Rene Ray; un serial TV adaptat de Ray a fost transmis în Marea Britanie în 1956.

## Actori
- Forrest Tucker ca Gil Graham
- Gaby André ca Michele Dupont
- Martin Benson ca  Smith
- Alec Mango ca Dr. Laird
- Wyndham Goldie ca Brigadier Cartwright
- Hugh Latimer ca Jimmy Murray
- Dandy Nichols ca Mrs. Tucker
- Richard Warner ca Inspector Burns
- Patricia Sinclair ca Helen Forsyth
- Geoffrey Chater ca Gerard Wilson
- Hilda Fenemore ca Mrs. Hale